# Wyry
Wyry (niem. Wyrow) – wieś w Polsce położona w województwie śląskim, w powiecie mikołowskim, w gminie Wyry, której jest siedzibą.
W latach 1975–1998 miejscowość administracyjnie należała do województwa katowickiego.

## Historia
Pierwsza wzmianka o miejscowości Wyry pochodzi z 1287 roku z dokumentu wystawionego przez księcia Mieszka cieszyńskiego, pana na Raciborzu, a dotyczącego dodatkowych uposażeń kościoła św. Wojciecha w mieście Mikołowie.
W dokumencie sprzedaży dóbr pszczyńskich wystawionym przez Kazimierza II cieszyńskiego w języku czeskim we Frysztacie w dniu 21 lutego 1517 roku wieś została wymieniona jako Wyry.

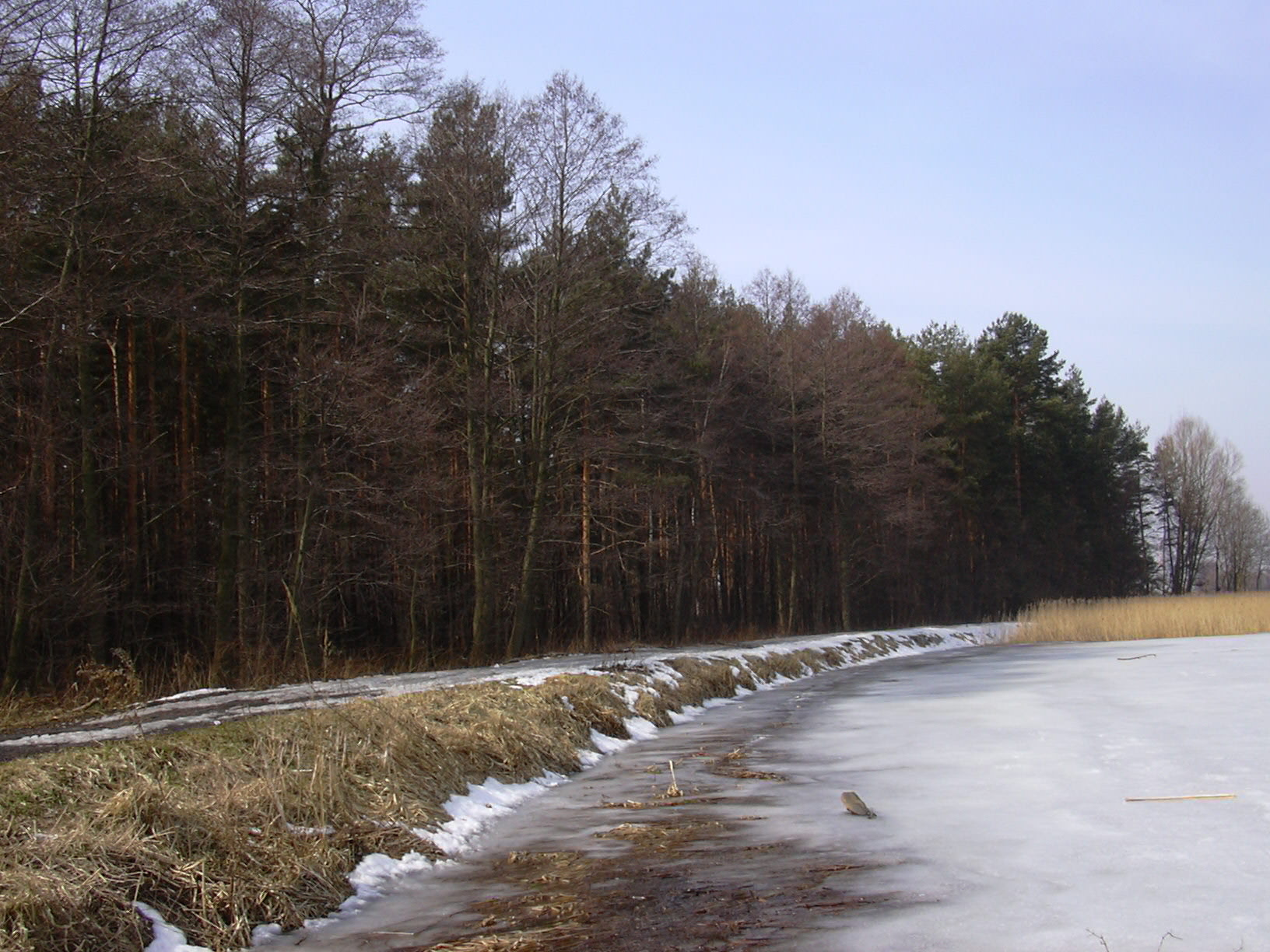
Wyry – Staw "Wici"

Nazwa Wyry, czasem Wiry, w niezmienionej formie przetrwała do 1629 roku. W 1728 roku książę pszczyński z rodu Promnitzów zakupił większość ziemi w Wyrach. W tym czasie powstała potażarnia, cegielnia, kamieniołom i trzy młyny. Początki górnictwa systemem odkrywkowym datuje się na rok 1770.  W lutym 1811 roku wybuchł tu bunt chłopski przeciwko utrzymywaniu pańszczyzny w wyniku którego splądrowano dwór. Rok 1927 to początki przemysłu chemicznego. Otwarto wtedy zakład produkujący tlen, azot i inne związki azotowe do wyrobu nawozów sztucznych. W 1939 roku podczas kampanii wrześniowej, w Wyrach i Gostyni toczyły się walki z wojskami hitlerowskimi, jedne z najcięższych na terenie województwa śląskiego.
W latach 1930–1983 w Wyrach istniał klub hokejowy Fortuna, który w sezonie 1960/1961 grał w I lidze (dziś ekstraklasa).
W latach 1945–1954 siedziba gminy Wyry, a w latach 1954-1972 gromady Wyry. W latach 1973–75 znów w gminie Wyry. Gminę Wyry zniesiono 27 maja 1975 przez włączenie do Tychów i odtworzono dopiero 2 kwietnia 1991; od 1999 roku gmina Wyry należy do powiatu mikołowskiego w woj. śląskim.
Urodził się tu Karol Henryk Mańka – polski botanik, leśnik i fitopatolog, profesor zwyczajny, członek rzeczywisty Polskiej Akademii Nauk, doktor honoris causa Akademii Rolniczej w Poznaniu.

## Transport i komunikacja
Wyry leżą w ciągu drogi wojewódzkiej nr 928 tj. ul. Pszczyńskiej. Droga ta przebiega przez Wyry jak i drugą miejscowość gminy: Gostyń i stanowi główną trasę dojazdową do Mikołowa, Kobióra, Tychów. 
Przez miejscowość przebiega linia kolejowa nr 169 Tychy – Orzesze Jaśkowice, na której znajduje się przystanek kolejowy Wyry.